# Mònica Piosa Puig
Mònica Piosa Puig (Vic, Osona, 25 de juny de 1982) és una jugadora d'hoquei sobre patins catalana.
S'inicià en la pràctica del patinatge artístic al Club de Patinatge Artístic d'Aiguafreda però es decantà per l'hoquei sobre patins. Debutà amb el Club Hoquei Patí Bigues i Riells a la màxima categoria de la competició, amb el qual guanya dues Lligues catalanes i un Campionat d'Espanya. Al llarg de la seva carrera esportiva competí en diversos clubs catalans, destacant el Club Patí Voltregà, el Cerdanyola Club Hoquei (2007-10) i l'SFERIC Terrassa (2017-18), així com en equips de lligues europees com el Fundaçao Nortecoope (2002-05) de la Lliga portuguesa i el Friedlinger alemany (2010-11). El 2019 competí en la modalitat de roller derby, aconseguint amb el CHP Bigues i Riells la primera Copa d'Espanya, celebrada a Mollet del Vallès. També participà amb la selecció espanyola al World Roller Games de Barcelona 2019, aconseguint la medalla de bronze.

## Palmarès

### Roller derby
Clubs
- 1 Copa d'Espanya de roller derby (2019)

Selecció espanyola
- 1 medalla de bronze als Jocs Mundials de Patinatge (2019)